# Gonzalo Emanuel Rodríguez
Gonzalo Emanuel Rodríguez (n. Aguilares, Argentina; 18 de septiembre de 1990) es un futbolista argentino que juega en San Martín de Tucumán, de la Primera Nacional.

## Trayectoria

### Inicios
El 6 de febrero de 2010 hizo su debut en el San Martín de Tucumán de la mano del entonces entrenador Carlos Roldán, en la derrota 2 a 1 frente a Defensa y Justicia por un partido correspondiente al Torneo de B Nacional 2009-10.
Si bien en las siguientes temporadas se  vio un incremento en la cantidad de partidos jugados con el equipo, aunque la mayoría de las veces entraba desde el banco de suplentes, debido a su juventud y poca experiencia, es marginado del plantel superior.

### San Jorge de Tucumán
Al no tener lugar en San Martín, se une a San Jorge para disputar el Torneo Argentino A 2013-14.
En el "expreso" jugó 23 partidos y convirtió 4 goles, donde curiosamente 2 fueron contra San Martín de Tucumán, su ex equipo.

### Retorno a San Martín de Tucumán
Después de un aceptable desempeño en San Jorge, retorna a San Martín donde los primeros dos años alternó buenos y malos partidos, sin poder encontrar una regularidad que le permitiera afianzarse como titular en el "santo".

#### Consolidación en el equipo y ascenso a la Primera B Nacional (2016-2017)
Después de un mal inicio en el Torneo Federal A 2016, Sebastián Pena es destituido del cargo de técnico y remplazado por Diego Cagna.
Con Cagna, el "turbo" encontraría su mejor versión formando una dupla letal ofensiva con Ramón Lentini y siendo determinante en el resto del campeonato, especialmente en las finales contra Unión Aconquija donde en el partido de ida marcó el único gol del encuentro y en la vuelta marcó uno de los 3 que hizo el "santo" y asistió a Lentini en otro.
Tras el ascenso a la Primera B Nacional, en la temporada 2016-17, Rodríguez juega, lo que es para muchos, su mejor temporada en el conjunto tucumano, generando el interés de varios equipos para hacerse con sus servicios, entre ellos Argentinos Juniors. que era un rival directo por el título.
A pesar de sus 6 goles y 1 asistencia en 33 partidos, San Martín nunca logró encontrar una regularidad y quedó afuera de la lucha por el ascenso a la Superliga Argentina.

#### Ascenso y debut en Primera División (2017-2019)
En la Primera B Nacional 2017-18, San Martín no lograba acomodarse en el campeonato, es por eso que contrata al experimentado director técnico Rubén Forestello para conseguir el deseado ascenso a la Primera División.
Con Forestello, no solo mejoró el juego colectivo, sino que Gonzalo mostraría una mejora notable con respecto a la primera mitad del torneo, marcando además 4 goles, siendo uno de ellos el 2 a 0 parcial en la final por el segundo ascenso frente a Sarmiento de Junín, partido el cual "el santo" terminaría ganando 5 a 1 y el "turbo" lograría cumplir su sueño de jugar en Primera División con el club de sus amores.
En 2018 el "santo tucumano" volvería a disputar la Primera División del Fútbol Argentino luego de 10 años. Esta terminaría siendo una temporada para el olvido, siendo de las peores actuaciones en la máxima categoría. Gonzalo no tuvo mucho rodaje pero si sería importante en uno de los partidos más fundamentales del año, el Clásico Tucumano, primer clásico entre San Martín y Atlético en Primera División, que iba a terminar con victoria 3-2 para el "ciruja".
En la penúltima fecha de la Superliga 2018-19, con San Martín ya descendido, Gonzalo Rodríguez marcó el gol del empate contra Estudiantes de La Plata. Este sería su único gol en esta temporada.

#### Descenso y últimos años en el club (2019-2021)
Luego de sufrir el descenso a la Primera Nacional, Gonzalo se quedaría un año más en Tucumán, a pesar de los malos resultados deportivos de la temporada pasada. Para este nuevo torneo, la dupla Orsi - Gómez serían designados como los técnicos que intentarían devolver el equipo a Primera División.
A pesar de que San Martín venía mostrando un gran nivel de juego, con Rodríguez haciendo una buena dupla en la delantera con Luciano Pons, y mostrando su mejor versión en la victoria 4 a 1 contra Quilmes, cuando anotó 1 gol y asistió 2 veces a Pons, después de 21 partidos disputados de la Primera Nacional 2019-20, y con San Martin en el 1° lugar de su zona con 44 puntos, siendo el mejor equipo de la categoría, la AFA decide cancelar la temporada debido a la pandemia de Covid-19.
El Torneo de la Primera Nacional 2021 sería el último campeonato que jugaría con el "ciruja", ya que se iría libre a mitad de temporada al no llegar a un acuerdo para renovar con el club. En este marcaría 1 gol y daría 1 asistencia en 9 partidos
Hasta la fecha, en total con San Martín, Gonzalo Rodríguez tiene disputado 221 partidos, con 29 goles realizados y 15 asistencias repartidas.

### Ferro Carril Oeste
Al quedar libre del conjunto tucumano, se une a Ferro Carril Oeste para disputar lo que quedaba de torneo, y por una temporada más. Debuta con el equipo el 1 de agosto de 2021 en la derrota 1 a 0 frente a Deportivo Morón, por la fecha 19 del campeonato. El 10 de septiembre jugaría su mejor partido con el "verdolaga", cuando en la victoria 6 a 0 sobre Independiente Rivadavia, Rodríguez anotó 2 goles y repartió 2 asistencias.
En la primera fecha del Campeonato de Primera Nacional 2022, el "turbo" sufrió la rotura de ligamentos en una de sus rodillas que le impidió jugar lo que restaba del torneo.
En su paso por el equipo de Caballito marcó 3 goles y dio 3 asistencias en 14 partidos jugados.

### Gimnasia y Esgrima de Jujuy
Para la temporada 2023 de la Primera Nacional se une a Gimnasia y Esgrima de Jujuy, equipo con el cual disputó 19 partidos y marcó 2 goles, siiendo el primero de ellos el 6 de mayo en la derrota 2 a 1 frente a Chacarita Juniors, por la fecha 13 del campeonato de ascenso.

### Tercera etapa San Martín de Tucumán
Para el Campeonato de Primera Nacional 2024, arregla con San Martín de Tucumán en la que será su tercer ciclo en el conjunto tucumano.

## Estadísticas

### Clubes
Actualizado hasta su último partido disputado el 2 de agosto de 2025.
| Club                             | Div.          | Temporada     | Liga  | Liga  | Liga   | Copas nacionales | Copas nacionales | Copas nacionales | Torneos internacionales | Torneos internacionales | Torneos internacionales | Total | Total | Total  |
| Club                             | Div.          | Temporada     | Part. | Goles | Asist. | Part.            | Goles            | Asist.           | Part.                   | Goles                   | Asist.                  | Part. | Goles | Asist. |
| -------------------------------- | ------------- | ------------- | ----- | ----- | ------ | ---------------- | ---------------- | ---------------- | ----------------------- | ----------------------- | ----------------------- | ----- | ----- | ------ |
| San Martín (T) Argentina         | 2.ª           | 2009-10       | 5     | 0     | 0      | —                | —                | —                | —                       | —                       | —                       | 5     | 0     | 0      |
| San Martín (T) Argentina         | 2.ª           | 2010-11       | 4     | 0     | 0      | —                | —                | —                | —                       | —                       | —                       | 4     | 0     | 0      |
| San Martín (T) Argentina         | 3.ª           | 2011-12       | 17    | 1     | 1      | 1                | 1                | 0                | —                       | —                       | —                       | 18    | 2     | 1      |
| San Martín (T) Argentina         | 3.ª           | 2012-13       | 12    | 2     | 0      | 1                | 0                | 0                | —                       | —                       | —                       | 13    | 2     | 0      |
| C. S. y D. San Jorge Argentina   | 3.ª           | 2013-14       | 22    | 3     | 0      | 1                | 1                | 0                | —                       | —                       | —                       | 23    | 4     | 0      |
| C. S. y D. San Jorge Argentina   | Total club    | Total club    | 22    | 3     | 0      | 1                | 1                | 0                | 0                       | 0                       | 0                       | 23    | 4     | 0      |
| San Martín (T) Argentina         | 3.ª           | 2014          | 11    | 0     | 0      | 3                | 1                | 0                | —                       | —                       | —                       | 14    | 1     | 0      |
| San Martín (T) Argentina         | 3.ª           | 2015          | 30    | 5     | 0      | 1                | 0                | 0                | —                       | —                       | —                       | 31    | 5     | 0      |
| San Martín (T) Argentina         | 3.ª           | 2016          | 19    | 4     | 2      | —                | —                | —                | —                       | —                       | —                       | 19    | 4     | 2      |
| San Martín (T) Argentina         | 2.ª           | 2016-17       | 33    | 6     | 1      | —                | —                | —                | —                       | —                       | —                       | 33    | 6     | 1      |
| San Martín (T) Argentina         | 2.ª           | 2017-18       | 27    | 5     | 4      | —                | —                | —                | —                       | —                       | —                       | 27    | 5     | 4      |
| San Martín (T) Argentina         | 1.ª           | 2018-19       | 20    | 1     | 2      | 2                | 0                | 0                | —                       | —                       | —                       | 22    | 1     | 2      |
| San Martín (T) Argentina         | 2.ª           | 2019-20       | 19    | 2     | 4      | 2                | 0                | 0                | —                       | —                       | —                       | 21    | 2     | 4      |
| San Martín (T) Argentina         | 2.ª           | 2020          | 5     | 0     | 0      | —                | —                | —                | —                       | —                       | —                       | 5     | 0     | 0      |
| San Martín (T) Argentina         | 2.ª           | 2021          | 9     | 1     | 1      | —                | —                | —                | —                       | —                       | —                       | 9     | 1     | 1      |
| Ferro Carril Oeste Argentina     | 2.ª           | 2021          | 13    | 3     | 3      | —                | —                | —                | —                       | —                       | —                       | 13    | 3     | 3      |
| Ferro Carril Oeste Argentina     | 2.ª           | 2022          | 1     | 0     | 0      | —                | —                | —                | —                       | —                       | —                       | 1     | 0     | 0      |
| Ferro Carril Oeste Argentina     | Total club    | Total club    | 14    | 3     | 3      | 0                | 0                | 0                | 0                       | 0                       | 0                       | 14    | 3     | 3      |
| Gimnasia y Esgrima (J) Argentina | 2.ª           | 2023          | 19    | 2     | 0      | —                | —                | —                | —                       | —                       | —                       | 19    | 2     | 0      |
| Gimnasia y Esgrima (J) Argentina | Total club    | Total club    | 19    | 2     | 0      | 0                | 0                | 0                | 0                       | 0                       | 0                       | 19    | 2     | 0      |
| San Martín (T) Argentina         | 2.ª           | 2024          | 31    | 2     | 6      | 1                | 0                | 0                | —                       | —                       | —                       | 32    | 2     | 6      |
| San Martín (T) Argentina         | 2.ª           | 2025          | 7     | 0     | 0      | 1                | 0                | 0                | —                       | —                       | —                       | 8     | 0     | 0      |
| San Martín (T) Argentina         | Total club    | Total club    | 249   | 29    | 21     | 12               | 2                | 0                | 0                       | 0                       | 0                       | 261   | 31    | 21     |
| Total carrera                    | Total carrera | Total carrera | 304   | 37    | 24     | 13               | 3                | 0                | 0                       | 0                       | 0                       | 317   | 40    | 24     |
| 1. 2.                            |               |               |       |       |        |                  |                  |                  |                         |                         |                         |       |       |        |

## Palmarés

### Torneos nacionales
| Título           | Club                  | País      | Año  |
| ---------------- | --------------------- | --------- | ---- |
| Torneo Federal A | San Martín de Tucumán | Argentina | 2016 |

### Otros logros
- Ascenso a la Primera División de Argentina con San Martín de Tucumán en 2018.